# Electragapetus kuriensis
Electragapetus kuriensis là một loài Trichoptera trong họ Glossosomatidae. Chúng phân bố ở miền Cổ bắc.